# Merothrips floridensis
Merothrips floridensis är en insektsart som beskrevs av Watson 1927. Merothrips floridensis ingår i släktet Merothrips och familjen Merothripidae. Inga underarter finns listade i Catalogue of Life.